# Ligota (powiat górowski)
Ligota (niem. Ellguth) – wieś w Polsce położona w województwie dolnośląskim, w powiecie górowskim, w gminie Góra.

## Podział administracyjny
W latach 1975–1998 miejscowość należała administracyjnie do województwa leszczyńskiego.

## Zabytki
Do wojewódzkiego rejestru zabytków wpisane są obiekty:
- zespół pałacowy, z drugiej połowy XIX w.:
  - pałac, z 1869 r.
  - park
  - dom stangreta
  - płatkarnia